# コック・スパラー
コック・スパラー（Cock Sparrer）は、イギリス・ロンドンで結成されたパンク・ロック・バンドである。商業的な成功はしていないが、後続のストリート・パンクやOi!パンクといったジャンルに多大な影響を与えた。
バンド名は「威勢のいい、喧嘩っ早い男」を意味する「Cock Sparrow（雄スズメ）」がコックニー風に訛ったもの。曲調はスモール・フェイセスやザ・フーの影響を受けたシンプルなロックンロールで、歌詞は労働者階級の人々の日々の暮らしについての内容が多い。

## 経歴
コック・スパラーは、1972年にロンドンのイーストエンドで、11歳の頃からの友人であるコリン・マクファウル、ミッキー・ボーフォイ、スティーヴ・"バージ"・バージェス、スティーヴ・ブルースの4人により結成された。過去に一時的なメンバーの出入りはあったものの、基本的にこの4人はずっと一緒に活動している。
活動初期にマルコム・マクラーレンがセックス・ピストルズと一緒に売り出すために彼らをスカウトしたものの、彼がバンドに酒をおごらなかったため破談になったという逸話が残っている。

## ディスコグラフィ

### スタジオ・アルバム
- Cock Sparrer (1978年、Decca [Spain]) ※英リリースは『True Grit』 (1987年)
- 『ショック・トゥループス』 - Shock Troops (1982年、Razor)
- 『ランニング・ライオット・イン・'84』 - Running Riot in '84 (1984年、Syndicate)
- Guilty as Charged (1994年、Bitzcore)
- Two Monkeys (1997年、Bitzcore)
- Here We Stand (2007年、Captain Oi!)
- Forever (2017年、Chase the Ace)
- 『ハンド・オン・ハート』 - Hand on Heart (2024年、Cherry Red)

### 10インチ EP
- Run Away EP (1995年、Bitzcore)

### ライブ・アルバム
- 『ライヴ・アンド・ラウド』 - Live and Loud (1987年、Link)
- Live: Runnin' Riot Across the USA (2000年)
- Back Home (2003年、Captain Oi!)
- Back in San Francisco - Live 2009 (2010年、Pirates Press)

### コンピレーション・アルバム
- Sunday Stripper (1980年、Oi the Album)
- Rarities (1995年、Captain Oi!)
- Rumours Carry More Weight Than Fact (The Best of Cock Sparrer) (1996年、Step-1)
- England Belongs to Me (1997年、Harry May)
- Bloody Minded (1999年、Dr. Strange/Bitzcore)
- The Best of Cock Sparrer (2004年、Recall)
- The Decca Years (2006年、Captain Oi!)
- 40 Years (2012年、Captain Oi!)
- 『THE ALBUMS:1978-87 (4CD CLAMSHELL BOXSET)』 - The Albums 1978-87 (2018年、Captain Oi!)
- 『ジ・アルバムズ 1994-2017 : 4CD BOXSET』 - The Albums 1994 - 2017 (2018年、Captain Oi!)